# La canterina
La canterina (Hob. XXVIII:2; deutscher Titel: Die kleine Sängerin) ist ein Opernintermezzo oder eine Opera buffa in zwei Akten von Joseph Haydn (Musik). Das Libretto ist eine anonyme Bearbeitung eines vermutlich von Domenico Macchia stammenden Intermezzo-Textes aus dem Jahr 1754. Die Uraufführung fand vor dem 11. September (möglicherweise am 26. Juli) 1766 wahrscheinlich im Schloss Esterházy in Eisenstadt statt.

## Handlung
Die folgende Inhaltsangabe basiert auf dem Libretto in der Beilage zur CD Newport Classic NPD 85595. Das 1767 in Pressburg erschienene Libretto unterscheidet sich davon in einigen Details.

### Erster Akt
Zimmer im Haus Don Pelagios
Die junge Sängerin Gasparina lebt zusammen mit ihrer Ziehmutter Apollonia bei ihrem Gesangslehrer, dem Kapellmeister Don Pelagio. Während Gasparina Tonleitern übt, bewundert Apollonia die Wirkung ihrer neuen Theaterschminke (Arie Apollonia: „Che visino delicato“). Die beiden erwarten die Ankunft Don Pelagios zur Unterrichtsstunde. Stattdessen erscheint jedoch der wohlhabende Nachbarsjunge Don Ettore, der Gasparina Schmuck und Kleiderstoff aus dem Schrank seiner Mutter schenkt. Er will sich damit bei ihr einschmeicheln und erklärt sogleich, dass er zum Essen bleiben wolle. Da nun aber auch der Maestro eintrifft, muss er im Hinterzimmer warten. Don Pelagio beginnt den Unterricht mit einer Arie, die er in der vergangenen Nacht für Gasparina komponiert hat (Accompagnato und Arie Don Pelagio: „Che mai far deggio?“ – „Io sposar l’empio tiranno?“). Er nutzt die Gelegenheit, um mit Gasparina zu flirten und ihr einen verschleierten Heiratsantrag zu machen. Apollonia unterbricht die beiden jedoch immer wieder mit eigenen Anmerkungen zu Gasparinas Gesang, bis sie unter einem Vorwand weggeschickt wird. Von Don Pelagios eigentlichen Absichten hat sie nichts mitbekommen. Nach Ende des Unterrichts ruft Gasparina Apollonia und Don Ettore wieder herein. Sie beschwichtigt ihren eifersüchtigen jungen Verehrer mit Lügen über Don Pelagio. Dieser ist jedoch unbemerkt zurückgekehrt, um seinen vergessenen Mantel zu holen, und hat das Gespräch aus einem Versteck heraus belauscht. Er stürmt wütend auf das Paar zu, gerade als Apollonia zum Essen ruft (Quartett: „Scellerata, mancatrice“). Don Ettore versucht vergeblich, ihn mit Geschenken zu besänftigen. Die beiden Frauen sind bestürzt über das Geschehen.

### Zweiter Akt
Vor dem Haus Don Pelagios
Gasparina und Apollonia, die sich gegenseitig die Schuld an dem Desaster geben, verlassen streitend das Haus. Kurz darauf erscheint Don Pelagio mit einem Notar und ein paar Möbelträgern, die die Frauen in seinem Auftrag hinauswerfen sollen (Arie Don Pelagio: „Signor mio l’ufficio suo“). Als Gasparina zurückkehrt, erklärt Don Pelagio ihr, dass sie nie auch nur einen Pfennig ihrer Schulden zurückgezahlt habe, und fordert den Notar auf, sie festzunehmen. Gasparina fühlt sich von allen verlassen (Arie Gasparina: „Non v’è chi mi ajuta“). Sie geht verzweifelt ins Haus. Für einen kurzen Augenblick hat Don Pelagio Mitleid mit ihr, doch dann fasst er sich und befiehlt den Trägern, seine Möbel aus dem Zimmer in sein eigenes Haus zu bringen. Gasparina fleht ihn unter Tränen um Vergebung an. Das rührt Don Pelagio so sehr, dass er ihr verzeiht, ihr Geld in die Hand drückt und die Träger auffordert, die Möbel zurückzubringen. Gasparina nutzt die Gelegenheit schamlos aus, indem sie einen Schwächeanfall vortäuscht (Accompagnato: „O stelle, ajuto!“). Apollonia und Don Ettore eilen herbei, um sie aufzumuntern. Don Pelagio versucht es mit Riechsalz, doch Don Ettore hat mehr Erfolg mit einer Geldbörse und einem Diamantring (Quartett: „Apri pur, mia dea terrestre“). Apollonia stellt fest, dass sie Gasparina „gut“ erzogen hat. Da Gasparina noch immer nicht vollständig erwacht zu sein scheint, versucht es jetzt auch Don Pelagio mit einer Börse. Nach einem Hinweis Apollonias, dass sie es nicht übertreiben dürfe, beendet Gasparina schließlich ihr Spiel. Alle versöhnen sich, und die Frauen triumphieren.

## Gestaltung

### Musik
Das Titelblatt des Autographs der Urfassung von 1766 bezeichnet das Werk als „Intermezzo“. Es wurde also möglicherweise zwischen den Akten einer größeren Oper gespielt. Belegt ist das jedoch nicht. Eine Rechnung vom 11. September 1776 führt dagegen Auslagen für die „Opera la Canterina“. Das gedruckte Libretto der Aufführung in Pressburg im folgenden Jahr nennt La canterina eine „Opera buffa“.
Das Werk steht in der Nachfolge von Giovanni Battista Pergolesis Intermezzo La serva padrona. Haydns Musik mildert den zynischen Text deutlich ab. Gasparinas Klagearie „Non v’è chi mi ajuta“ (Nr. 7) ist mit ihrer düsteren Grundtonart c-Moll, Streicher-Tremoli, übermäßigen Intervallen und Seufzermotiven ebenso wie die darauffolgenden Verzweiflungsausbrüche ihrer Liebhaber klar als Parodie auf die Opera seria zu erkennen. Sie zeigt aber auch echtes Gefühl. Pelagios erste Arie „Io sposar l’empio tiranno?“ (Nr. 3) ist ebenfalls parodistisch zu verstehen. Sie zeichnet sich durch übertrieben lange Ritornelle aus. Der ausgedehnte Einsatz der beiden „obligaten“ Hörner verweist ebenfalls auf die Opera seria.:232 Das Thema von Apollonias Arie „Che visino delicato“ (Nr. 1) nutzte Haydn später für einen Variationensatz im Barytontrio A-Dur Nr. 29. Die Arien meiden die da-capo-Form und enthalten gelegentlich eingeschobene Rezitative. Im Quartett „Scellerata, mancatrice“ (Nr. 5) sind die vier Personen musikalisch unterschiedlich charakterisiert.

### Orchester
Die Orchesterbesetzung der Oper umfasst die folgenden Instrumente:
- Holzbläser: zwei Flöten, zwei Oboen, zwei Englischhörner (es spielt immer nur eines der drei Paare)
- Blechbläser: zwei Hörner
- Streicher
- Basso continuo einschließlich Fagott

### Musiknummern
Die Oper besteht aus zwei Arien für den Kapellmeister Don Pelagio, je eine für die beiden Frauen Apollonia und Gasparina, Secco- und Accompagnato-Rezitativen und zwei Quartetten zum Abschluss der beiden Akte. Sie enthält die folgenden Musiknummern:
Erster Akt
- Nr. 1. Arie (Apollonia) und Rezitativ: „Che visino delicato“ – Moderato, für zwei Flöten, zwei Hörner und Streicher
- Nr. 2. Accompagnato (Don Pelagio): „Che mai far deggio?“ – Allegro di molto, für zwei Oboen, zwei Hörner und Streicher
- Nr. 3. Arie (Don Pelagio): „Io sposar l’empio tiranno?“ – Allegro, für zwei Oboen, zwei Hörner und Streicher; Text aus Apostolo Zenos Libretto Lucio Vero (Originalfassung von 1699, Szene der Berenice, II:14)
- Nr. 4. Accompagnato (Don Pelagio, Gasparina, Apollonia, später Ettore): „Che mai far deggio“ – [Allegro di molto], für zwei Oboen, zwei Hörner und Streicher, ab Takt 73 secco
- Nr. 5. Quartett (Gasparina, Ettore, Apollonia, Don Pelagio): „Scellerata, mancatrice“ – Allegro di molto, für zwei Oboen, zwei Hörner und Streicher

Zweiter Akt
- Nr. 6. Arie (Don Pelagio): „Signor mio l’ufficio suo“ – Allegro ma non troppo, für zwei Oboen, zwei Hörner und Streicher
- Nr. 7. Arie (Gasparina): „Non v’è chi mi ajuta“ – Allegro di molto, für zwei Englischhörner, zwei Hörner und Streicher
- Nr. 8. Accompagnato (Don Pelagio, Gasparina, Ettore, Apollonia): „O stelle, ajuto!“ – Adagio, für Streicher
- Nr. 9. Chor (Quartett: Don Pelagio, Apollonia, Ettore, Gasparina): „Apri pur, mia dea terrestre“ – Moderato, für zwei Oboen, zwei Hörner und Streicher

## Werkgeschichte
Haydns komische Oper La canterina entstand während seiner Anstellung am Hof des Fürsten Nikolaus Esterházy. Es handelt sich um die einzige Oper seiner Frühzeit, die fast vollständig erhalten ist. Von den vorangegangenen Opern Acide (1763) und Marchese bzw. La marchesa Nespola (1763) sind lediglich Bruchstücke überliefert. Gänzlich verschollen sind Il dottore, La vedova und Il Scanarello.
Der Autor des Librettos ist nicht bekannt. Es handelt sich um eine Bearbeitung eines vermutlich von Domenico Macchia stammenden Intermezzo-Textes aus dem Jahr 1754. Es erinnert an einigen Stellen an die Satire Il teatro alla moda (1720) von Benedetto Marcello. Die Grundzüge der Handlung und einige Textpassagen kamen bereits in Gregorio Scirolis Intermezzo Louisina e don Pelagio für Davide Perez’ Oper Farnace (Messina 1753) vor. Darin waren Apollonia („una serva vecchia“) und Don Ettore noch stumme Rollen. Die von Haydns Textdichter verwendete Vorlage war bereits von Nicola Conforto (in La commediante, Neapel 1754, Musik verschollen) und Niccolò Piccinni (in L’Origille, Neapel 1760) vertont worden. In beiden Fällen handelte es sich um Einlagen im dritten Akt der jeweiligen Oper. Für Haydns Intermezzo wurde der Text auf zwei Akte erweitert. Den Schluss bildete nun ein Quartett anstelle des ursprünglichen Duetts.
Die Uraufführung fand höchstwahrscheinlich vor dem 11. September 1766 im privaten Rahmen in Schloss Esterházy in Eisenstadt statt. Dieses Datum trägt eine Rechnung für die „Opera la Canterina“. Möglicherweise handelte es sich um den 26. Juli, den Namenstag der Fürstinwitwe Maria Anna Esterházy, denn am folgenden Tag erhielten Haydn und die Sänger ein Geldgeschenk des Fürsten, wie es auch später nach erfolgreichen Opernaufführungen geschah. Die erste öffentliche Aufführung gab es am 16. Februar 1767 in Pressburg zu Ehren der Erzherzogin Maria Christina und ihres Mannes Albert Kasimir von Sachsen-Teschen. Sie ist durch die Tagebuchaufzeichnungen des kaiserlichen Hofmeisters Johann Joseph von Khevenhüller-Metsch gut dokumentiert.:133 Für die Aufführung stellte der Buchdrucker Johann Michael Landerer 200 Exemplare des Librettos im ungewöhnlich großen 4°-Format her. Die beiden Ehrengäste erhielten in Samt gehüllte Prachtexemplare.:135 Die Sänger waren Maria Anna Weigl (Gasparina), Leopold Dichtler (Apollonia), Barbara Dichtler (Don Ettore) und Karl Frieberth (Don Pelagio). Die Partie der Apollonia ist zwar dem Notenschlüssel zufolge für Sopran konzipiert, wurde aber laut Textbuch von einem Tenor gesungen. Dass es sich dabei nicht um eine Verwechslung der beiden Dichtlers handelt, zeigt die bereits erwähnte Rechnung, die Männerschuhe für Madam Dichtler ausweist. Die musikalische Leitung hatte Haydn selbst. Drei der Darsteller hatten wohl auch bereits die Uraufführung im Vorjahr bestritten. Für die Ausstattung und Kostüme war mutmaßlich Hieronymus Bon zuständig.:125
Die letzte historisch belegte Aufführung war am 28. September 1774 im Opernhaus des Schlosses Eszterháza. Der Wiener Theaterchronik zufolge wurde sie „so fürtrefflich gespielt und gesungen, daß der ganze Schluß wiederholt werden mußte“.
Die Partitur ist weitgehend erhalten. Lediglich ein kurzes Solostück und der Beginn des Tutti am Anfang des zweiten Finales fehlen. Eine Ouvertüre gibt es nicht. Für eine Wiederentdeckung sorgte 1936 der Musikwissenschaftler Karl Geiringer. Seine Bearbeitung wurde am 29. November 1936 von Radio Lausanne ausgestrahlt. Geiringer gab 1947 auch einen Klavierauszug heraus. Die Partitur der Urfassung erschien 1959 im Rahmen der Haydn-Gesamtausgabe. Aufgrund der Kürze des Werks wird es üblicherweise zusammen mit anderen Stücken aufgeführt.
Weitere nachweisbare Produktionen waren:
- 1939: Bielefeld – Bearbeitung von Max See mit dem Titel Die kleine Sängerin[1]
- 1940: Cleveland, Ohio – in englischer Sprache als The Songstress[9]
- 1959: Schlosstheater Schwetzingen – Produktion des Mannheimer Nationaltheaters; mit Georg Friedrich Händels Acis and Galatea; Regie: Ernst Poettgen, Bühne: Paul Walter.[1]
- 1966: Schlosstheater Drottningholm – mit Domenico Cimarosas Il maestro di cappella.[1]
- 1974: Schlosstheater Schönbrunn – Produktion der Wiener Kammeroper; mit einer Operette von Jacques Offenbach.[1]
- 1982: Musikhochschule Köln – szenisch; zusammen mit der Vertonung von Niccolò Piccinni.[1]
- 1985: Westdeutschen Rundfunk Köln – konzertant; Dirigent: Günter Kehr.[1]
- 1989: MacMillan Theatre, University of Toronto, Faculty of Music.[10]
- 1996: Donaufestwochen im Strudengau.[11]
- 2001: Haydn Festspiele Eisenstadt.[12]
- 2006: Opéra de Lausanne – Dirigent: Pierre Amoyal, Inszenierung: Marco Carninti; zusammen mit einer französischen Fassung von Mozarts Der Schauspieldirektor.[13]
- 2012: Teatro Arriaga, Bilbao – Dirigent: Pablo Mielgo, Regie: Marco Carniti.[14]
- 2014: Teatro Coliseo Podestá, La Plata – Dirigent: Gaston Aparicio, Regie: Nicolás Isasi.[15]
- 2015: Schloss Augustusburg, Brühl – Dirigent: Andreas Spering; im Rahmen der Brühler Schlosskonzerte; kombiniert mit Haydns Sinfonie Nr. 34.[16]

## Aufnahmen
- 1967 – Alexander Schneider (Dirigent).
 Patricia Brooks (Gasparina), Benita Valente (Apollonia), Mary Burgess (Don Ettore), Jon Humphrey (Don Pelagio).
 Live.
 MRF LP: MRF-111 (2 LPs).[17]:6910
- 1985 – Günter Kehr (Dirigent).
 Aufnahme des Westdeutschen Rundfunks Köln; kombiniert mit Niccolò Piccinnis Vertonung desselben Librettos.[1]
- April 1994 – Rudolph Palmer (Dirigent), Palmer Chamber Orchestra.
 Brenda Harris (Gasparina), D’Anna Fortunato (Apollonia), Joyce Guyer (Don Ettore), John Garrison (Don Pelagio).
 Studioaufnahme; kombiniert mit Haydns Sinfonie Nr. 1.
 Newport Classic CD: NPD 85595.[17]:6911
- 7.–9. Juni 1996 – Pál Németh (Dirigent), Capella Savaria.
 Ingrid Kertesi (Gasparina), Andrea Ulbrich (Apollonia), József Mukk (Don Ettore), Antal Pataki (Don Pelagio).
 Studioaufnahme.
 Hungaroton CD: HCD 31664.[17]:6912
- 21. August 2015 – Andreas Spering (Dirigent), Capella Augustina.
 Sandra Pastrana (Gasparina), Gregory Bonfatti (Apollonia), Sophie Harmsen (Don Ettore), Krystian Adam (Don Pelagio).
 Live vom Haydn-Festival der Brühler Schlosskonzerte aus dem Schloss Augustusburg, kombiniert mit Haydns Sinfonie Nr. 34.
 Radioübertragung auf WDR 3.[16][18]
- 9. Dezember 2016 – Sigiswald Kuijken (Dirigent), Marie Kuijken (Inszenierung), Ensemble du Conservatoire de Paris.
 Victoria Jung (Gasparina), Makéda Monnet (Apollonia), Juan Medina (Don Ettore), Sahy Ratianarinaivo (Don Pelagio).
 Live aus dem Espace Maurice-Fleuret des Pariser Konservatoriums, kombiniert mit Mozarts Sinfonie Nr. 27.
 Videostream auf YouTube.[19]